# الإسلام في أنتيغوا وباربودا
الإسلام في أنتيغوا وبربودا الإحصاءات الرسمية عن الإسلام في أنتيغوا وباربودا (هي دولة مكونة من أرخبيل يقع في البحر الكاريبي الشرقي على الحدود مع المحيط الأطلسي) تقدر مجموع السكان المسلمين أكثر من 200 شخص، وهو ما يمثل 0.3 في المئة من إجمالي عدد السكان الكلي والذي يقدر ب 67448 نسمة، ومعظم مسلمي من جزر أنتيغوا وباربودا هم من العرب ذوي الأصل السوري أو اللبناني، وهناك نوعان من المنظمات الإسلامية المعروفة في سانت جون عاصمة جزر أنتيغوا وباربودا وهما: المجتمع الدولي الإسلامي والجامعة الأميركية في أنتيغوا (كلية الطب) ممثلة برابطة الطلاب المسلمين، أما خارج العاصمة سانت جون فهناك جماعة مسلمي أنتيغوا وبربودا في كودرينغتون بربودا.

## إنشاء مسجد
لا تحتوي جزر أنتيغوا وباربودا حتى الآن أي مسجد لإقامة الشعائر الإسلامية لتجمع كبير من الناس، وقد بدأت الجماعات الإسلامية بإنشاء مركز إسلامي للمسلمين في الجزر، الموقع المقترح للمسجد الأول الذي بني في أنتيغوا وبربودا والذي أطلق عليه اسم الجمعية الدولية الإسلامية في أنتيغوا وبربودا يقع على شارع الأمريكان في العاصمة سانت جون، أما حاليا فيستخدم المسلمون موقعاً لمسجد وهو كوخ صغير يستوعب حوالي ثلاثين فرداً من أفراد الجالية الإسلامية، وهو متاح لأداء صلاة الجمعة والصلوات الخمس وصلاة العيدين.